# 克朗梅尔
克朗梅尔（英语：Clonmel；爱尔兰语：Cluain Meala），爱尔兰南蒂珀雷里郡城镇，为南蒂珀雷里郡郡治。克朗梅尔是南蒂珀雷里郡人口最多的城镇。